# Paracuelles
Paracuelles es una localidad del municipio de la Hermandad de Campoo de Suso, de 39 habitantes en 2024.
Está a 940 m s. n. m. y dista un kilómetro de la capital municipal. Por su término cruza el Híjar, de cuyo caudal se sume en el terreno calizo de Paracuelles la mayor parte, para reaparecer unos cientos de metros más abajo, en Fontibre, con el nombre de Ebro. Cuenta con colegio público. Hay alojamientos rurales y restaurante con producto local.

## Paisaje y naturaleza
Desde cualquiera de los oteros que rodean el pueblo, pero en especial desde el que ocupa la iglesia de San Andrés, se tiene un extraordinario dominio visual del sector central del valle de Campoo y de sus límites montañosos en las sierras del Híjar y del Cordel. Es buena también la vista hacia el norte, con la sucesión de oteros redondeados a la altura de Argüeso y la llanura que la precede atravesada por el lento serpenteo del arroyo Palomba. Hacia el este, las laderas meridionales de la Peña Campana se pueblan por un bosquete de rebollos (“Quercus Pyrenaica”) hasta las inmediaciones de Fontibre.

## Patrimonio histórico
En lo alto de la pequeña sierra que se despliega desde Paracuelles, en dirección noreste, hasta la Peña Campana, existe un leve montículo que no es sino el resto de un enterramiento tubular de la cultura del megalitismo, del cuarto milenio antes de Cristo.
El casco urbano es uno de los más pequeños del municipio de la Hermandad de Campoo de Suso y el estado de conservación de sus casas es aceptable, conservando agrupaciones de cierto interés como ocurre en la alineación de casas de la Fuente de la Fronal, a la que se accede tras atravesar una recia portalada.
El edificio más singular de Paracuelles es el del Grupo Escolar “Rodríguez de Celis”, construido en 1957 siguiendo lejanamente los preceptos artísticos del regionalismo montañés. En esta escuela, se realiza la concentración escolar de la Hermandad de Campoo de Suso, al que acuden todos los niños de este ayuntamiento, excepto los de los pueblos de Suano e Izara.
La iglesia de San Andrés es obra del siglo XVI, muy elemental y con apenas decoración. Parece que en el siglo XVII se le añadiría la torre con remate de chapitel piramidal, torpemente reconstruido hace pocos años.
- Datos: Q6060653